# 클로젯
"클로젯"은 2020년 2월 5일에 개봉한 대한민국의 영화이다.

## 줄거리
영화는 아내의 죽음 이후 딸과 멀어지게 된 남자와 그 남자와 딸을 돕는 퇴마사의 이야기를 그린다. 상원의 딸 이나가 새 집에서 실종된 후 의문의 남자가 나타나 옷장에서 그녀를 찾으라고 한다.

## 캐스팅
- 하정우 : 연상원 역
- 김남길 : 허경훈 역
- 허율 : 연이나 역
- 김시아 : 조명진 역
- 신현빈 : 승희 역
- 김수진 : 명진 모 역
- 박지아 : 무당 역
- 임현성 : 후배 역
- 장이주 : 보모 역
- 강신철 : 도현 역
- 이도국 : 형사 역
- 이양희 : 부검의 역
- 곽자형 : 방송국 PD 역
- 강아랑 : 사회자 역
- 권오수 : 인터뷰 의사 역
- 이상원 : AS기사 역
- 김미화 : 부동산 아주머니 역
- 김정철 : 어린 경훈 역
- 이지민 : 발레어둑시니 역
- 최세용 : 현상 역
- 이주연 : 사체아이 역
- 이준엽 : 방송국 카메라맨 역
- 김경자 : 분식집 아주머니 역
- 김상동 : 공사장 할아버지 역
- 박준혁 : 엔딩아이 역
- 양지수 : 상원 스탠드인 역
- 백종민 : 경훈 스탠드인 역
- 박성웅 : 명진 부 역 (특별출연)

## 같이 보기
- 2020년 대한민국의 영화 목록